# 郭栋才
郭栋才（1909年6月13日—），男，河南浚县人，中国农业机械专家，高级工程师。曾任中国农业机械化科学研究院院长，中国农业机械学会第二届理事长。

## 生平
1935年毕业于东京工业大学机械系。1936年回国，曾任东北大学工学院教授、河北工学院机械科教员、八路军军工部工程师，抗战期间改进了六０掷弹筒与炮弹、炮弹用药切片。
1949年后，历任重工业部机器工业局副局长，第一机械工业部一局、六局副局长，农业机械部科技司司长、高级工程师，中国农业机械化科学研究院院长。曾组织内燃机、拖拉机的设计工作。

## 头衔
- 国务院学位委员会第一届学科评议组成员
- 国家科学技术委员会发明奖励委员会机械组成员
- 中国机械工程学会常务理事
- 中国农业机械学会理事长（第二届）、名誉理事长（第四届）
- 中国标准化协会副理事长